# Yoro (flygplats)
Yoro är en flygplats i Honduras.   Den ligger i departementet Departamento de Yoro, i den centrala delen av landet, 120 km norr om huvudstaden Tegucigalpa. Yoro ligger 671 meter över havet.
Terrängen runt Yoro är varierad. Runt Yoro är det ganska glesbefolkat, med 21 invånare per kvadratkilometer. Närmaste större samhälle är Yoro, 2,4 km norr om Yoro. 